# Andrew H. Mickle
Andrew Hutchins Mickle, född 5 februari 1805 i New York, död 25 januari 1863 i Bayside i Flushing i Queens County, var en amerikansk köpman och politiker (demokrat). Han var New Yorks borgmästare 1846–1847.